# المهمة (فلم مصري)
هذا القالب يجب أن يُنسخ; استبدل بـ{{نقل}} {{نسخ:نقل}}
المهمة فيلم مصري أنتج عام 1999.

## القصة
يحصل التباس بين الطالب علي وشخص آخر يحمل نفس الاسم ويتسلم 20 مليون دولار، فيتعرض للمشاكل من قبل رجل الأعمال الذي يريد أن تعود النقود له.

## بطولة
- هشام عبد الحميد
- تيسير فهمي
- أحمد خليل
- رياض الخولي
- حسين الإمام
- أشرف المحلاوي

## روابط خارجية
- مقالات تستعمل روابط فنية بلا صلة مع ويكي بيانات